# 사카모토 리호
사카모토 리호(일본어: 坂本 理保, 1992년 7월 7일 ~ )는 일본의 여자 축구 선수이다.

## 국가대표팀 경력
2012년 FIFA U-20 여자 월드컵에 출전, 3위.
그녀는 2017년 7월 30일 오스트레일리아과의 경기에서 일본 국가대표팀에 데뷔했다. 2017년 EAFF E-1 풋볼 챔피언십에도 출전했다.

## 통계
| 일본 | 일본 | 일본 |
| 연도 | 출전 | 득점 |
| ---- | ---- | ---- |
| 2017 | 1    | 0    |
| 통산 | 1    | 0    |